# Rohania
Rohania is een geslacht van kevers uit de familie bladkevers (Chrysomelidae).
De wetenschappelijke naam van het geslacht werd in 1921 gepubliceerd door Laboissiere.

## Soorten
- Rohania aenea Laboissiere, 1940
- Rohania apicalis Laboissiere, 1921
- Rohania collarti (Laboissiere, 1940)
- Rohania femoralis Laboissiere, 1940
- Rohania flavipennis Laboissiere, 1939
- Rohania megalophthalma Laboissiere, 1921
- Rohania ruwemsorica (Weise, 1913)
- Rohania vulcanica (Weise, 1913)